# Dorfkirche Schönefeld (Nuthe-Urstromtal)

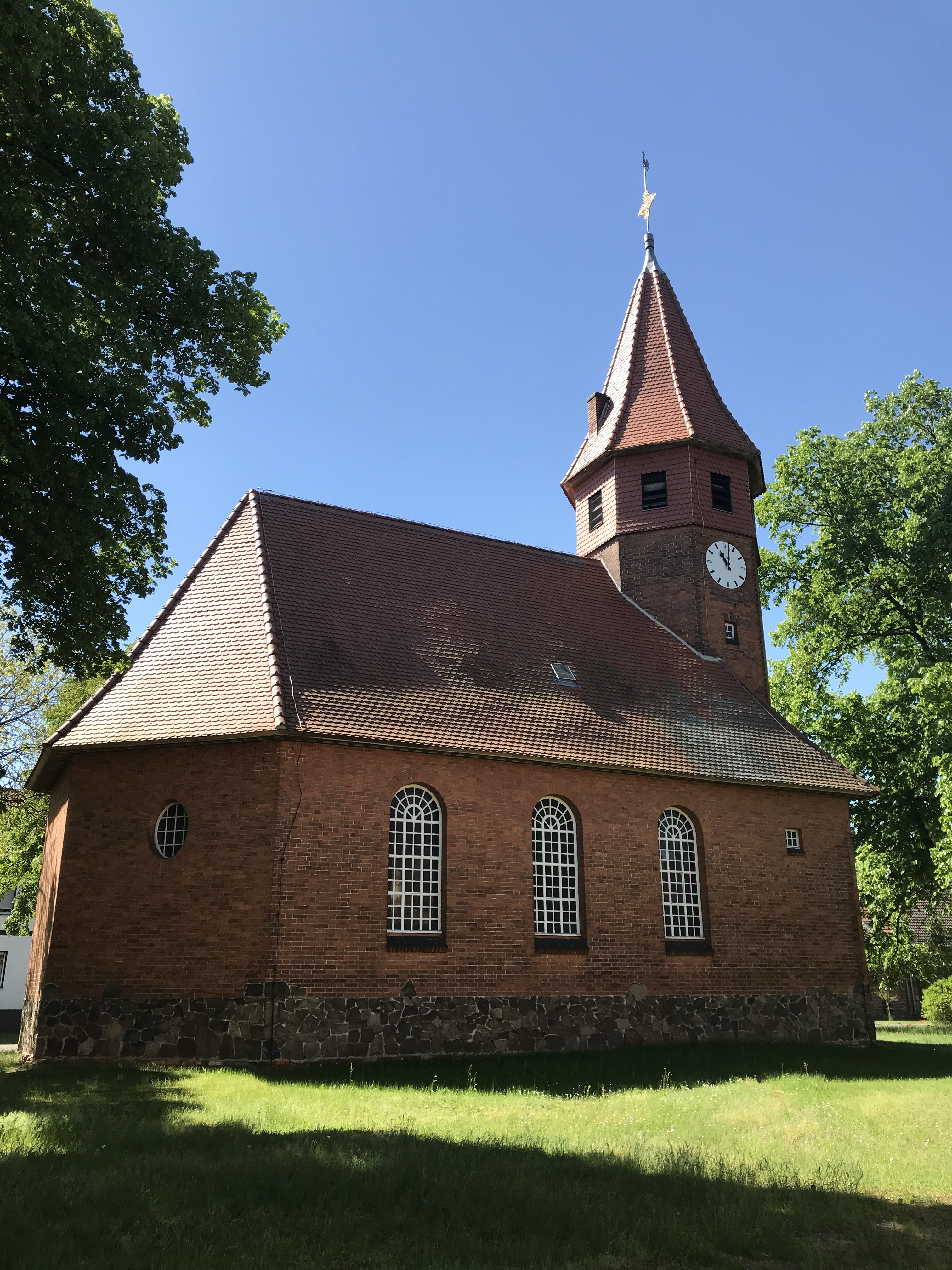
Dorfkirche Schönefeld

Die evangelische Dorfkirche Schönefeld ist eine Saalkirche in Schönefeld, einem Ortsteil der Gemeinde Nuthe-Urstromtal im Landkreis Teltow-Fläming im Land Brandenburg. Die Kirchengemeinde gehört zum Kirchenkreis Zossen-Fläming der Evangelischen Kirche Berlin-Brandenburg-schlesische Oberlausitz.

## Lage
Die Neuhofer Straße führt von Westen kommend in östlicher Richtung durch den Ort. Sie umspannt den historischen Dorfanger, auf dem die Kirche auf einer leicht erhöhten, nicht eingefriedeten Fläche steht.

## Geschichte
Über die Baugeschichte existieren zum Teil widersprüchliche Angaben. Der Förderverein Baruther Urstromtal gibt an, dass die Kirche bereits im Jahr 1853 errichtet, aber 1907 bei einem Brand zerstört wurde. Das Brandenburgische Landesamt für Denkmalpflege und Archäologische Landesmuseum (BLDAM) beschreibt keinen Vorgängerbau, sondern geht von einer Bauzeit in den Jahren 1910 bis 1911 aus. Das Dehio-Handbuch weist lediglich auf einen Bau aus dem Jahr 1911 hin. Der Entwurf stammt vom Berliner Regierungsbaumeister Erich Schonert. Denkbar ist, dass es mindestens einen Vorgängerbau gegeben hat: Eine der Glocken stammt aus dem 13. Jahrhundert; eine weitere aus dem Jahr 1678. Da Schönefeld als „deutsche“ Siedlung nördlich des Hammerfließes in Konkurrenz zur slawischen Gründung in Dümde mit einer eigenen Kirche von 1793 entstand, erscheint ein Vorgängerbau als wahrscheinlich. Auch spricht der Sockel aus Feldsteinen für einen früheren Sakralbau. Die Kirchweihe fand am 14. November 1911 statt.

## Baubeschreibung

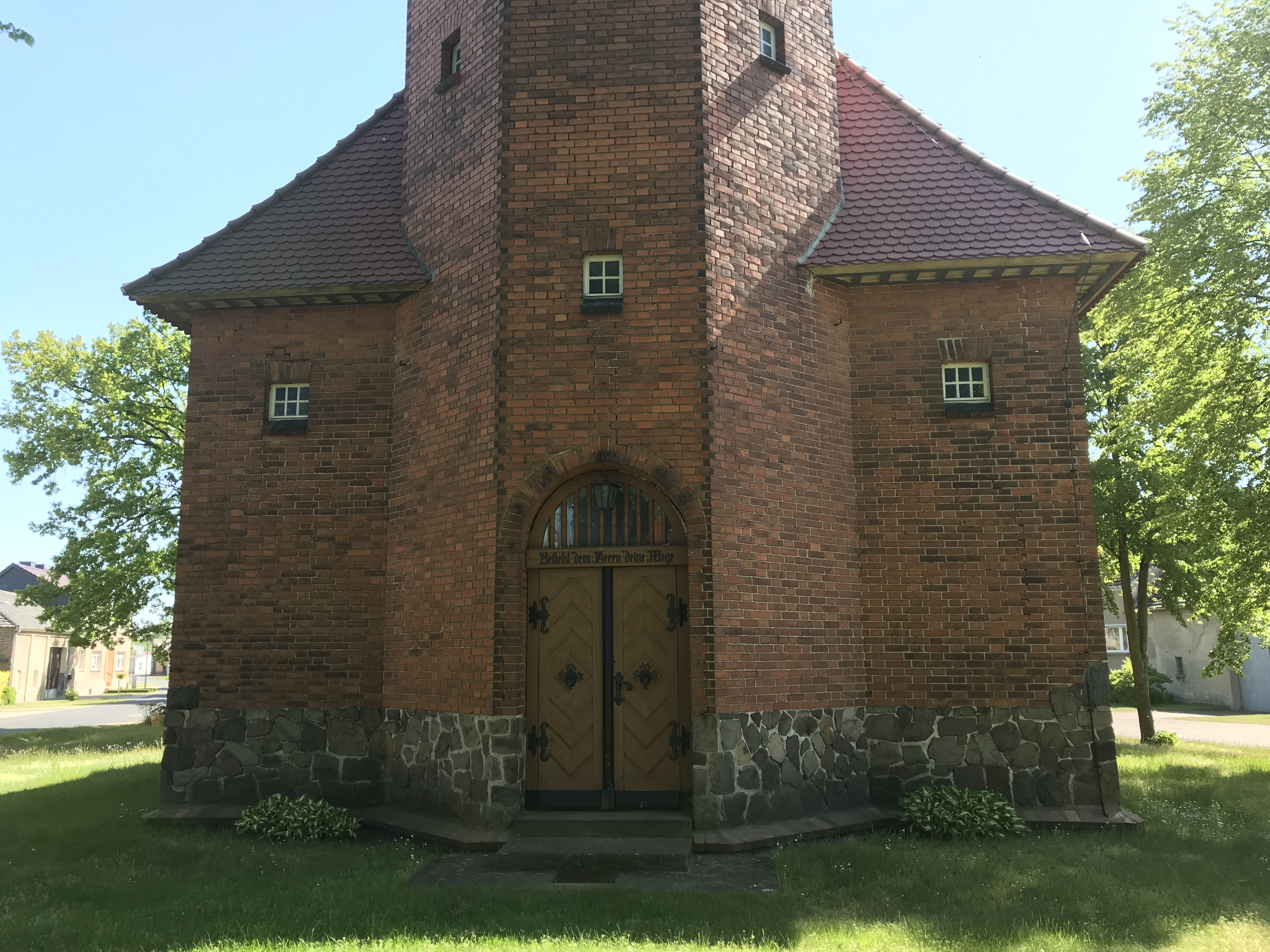
Westportal

Das Bauwerk wurde im Wesentlichen aus rötlichen Mauersteinen auf einem Sockel aus unbehauenen und nicht lagig geschichteten Feldsteinen errichtet. Der Chor ist nicht eingezogen und dreiseitig. An der Nordost- und Südostseite ist je ein hochgesetztes Ochsenauge, von denen das südöstliche noch im Originalzustand erhalten ist und ein Weinmotiv zeigt. Die Ostwand ist geschlossen.
Das Kirchenschiff wird an jeder Seite durch drei große Rundbogenfenster dominiert, die über die Fassade verteilt wurden. Es trägt ein schlichtes Satteldach, das mit Biberschwanz gedeckt ist.
Daran schließt sich der Westturm an. Er nimmt zunächst die volle Breite des Schiffs auf, geht dann aber in eine achteckige Form über. Er kann durch ein großes Rundbogenportal von Westen her betreten werden. Dort ist die Inschrift „Befiehl dem Herrn deine Wege“ (und hoffe auf ihn; er wird’s wohl machen) aus dem Psalm 37,5 zu lesen. An der Nordwand ist ein kleines, hochgesetztes Rechteckfenster. Ein gleichartiges Fenster wurde an der Südseite eingebaut; dort jedoch tiefgestellt. Zwei weitere Fenster sind an der Westfassade eingebaut. Unterhalb des Glockengeschosses ist an vier Seiten je eine Turmuhr. Darüber sind acht hochrechteckige Klangarkaden verbaut. Darauf ist ein achteckiges Zeltdach mit einer Wetterfahne.

## Ausstattung
Die Kirchenausstattung bestehend aus einem in grün-grauen Tönen gehaltenen Kanzelaltar, Fünte, Westempore und Radleuchter wird im Dehio-Handbuch als „stimmungsvoll“ beschrieben. Sie ist neubarock und stammt aus der Bauzeit.
Östlich des Bauwerks erinnert ein Denkmal an die Gefallenen aus den Weltkriegen.
Mit dem Neubau baute Schuke im Jahr 1911 eine Orgel mit pneumatischer Kegellade und 6 Registern auf zwei Manualen und Pedal ein, das 68. Werk der Firma.